# 892 Seeligeria
A 892 Seeligeria (ideiglenes jelöléssel 1918 DR) egy kisbolygó a Naprendszerben. Max Wolf fedezte fel 1918. május 31-én, Heidelbergben.